# Langobarder
Langobarderne (latin Langobardi, urgermansk Langbärte) var et germansk folk fra Nordeuropa, måske Skandinavien. De migrerede mod syd og bosatte sig omkring Donau i Pannonien, hvorfra deres konge Alboin i 568 ledede dem i invasionen af det østromerske Italien. De etablerede det langobardiske kongerige ("Lombardiet" i Italien),(Regnum Italiae). Det blev i 774 erobret og opløst af frankerne under Karl den Store. Langobarderne efterlod sig varige spor på Italiens kultur og politik, som tydeligt kan ses i regionen Lombardiet.

## Tidlig historie

### Oprindelsesmyter
Ifølge langobardernes egne legender, nedskrevet i det anonyme Origo gentis Langobardorum fra det 7. århundrede og gengivet af Paulus Diaconus Historia gentis Langobardorum (første bog) fra det 8. århundrede, så kaldte langobarderne sig oprindeligt for "Winnili" (se også vinnilerne) og boede i sydlige Skandinavien (Scadanan) (Codex Gothanus skriver, at winnilierne oprindeligt boede ved en flod kaldet Vindilicus på den yderste grænse af Gallien.) Winnilierne var nu vokset så meget, at de fandt det nødvendigt at dele sig i tre grupper, hvoraf den ene forlod deres hjemegn for at begive sig ud. Under anførelse af brødrene Ibor og Aio og sibyllen Gambara migrerede stammen mod syd og bosatte sig i et område, de kaldte for "Scoringa" på den sydlige kyst af Østersøen eller Bardengau ved Elben. Snart kom det til stridigheder med deres nye naboer wandalerne (vandaler – eller måske venderne) – et andet germansk folk, hvis konger, brødrene Ambri og Assi, gav dem valget mellem krig eller at underkaste sig og betale skat.
Winnilierne der var få, men unge og modige nægtede, da de mente, "det var bedre at værne om deres frihed med våben end at skæmme den ved at betale skat". Vandalerne beredte sig til krig og henvendte sig til "Godan" (Odin) for at bede om sejr. Odin svarede, at han ville give sejren til dem, han så først, når solen stod op. Gambara søgte hjælp hos Frea (Frigg – Odins kone). Frigg fortalte dem, at de skulle komme ved solopgang, og deres kvinder skulle også følge dem. Og kvinderne skulle binde deres hår op foran ansigtet, så det lignede skæg. Ved solopgang vendte Frigg nu sin mands seng, så hans ansigt vendte mod øst, hvorefter hun vækkede ham. Odin så da winnilierne og deres kvinder, som stod med håret bundet op foran ansigterne, hvorpå han spurgte: "Hvem er disse langskæggede?" (Qui sunt isti longibarbae), og Frigg svarede, at eftersom han nu havde navngivet dem, skulle han også give dem sejren. Hvilket han gjorde. Og fra den dag kaldte winnilierne sig for "langobarderne" (= "de langskæggede", latiniseret = "lombarder").

### Navn
Da Paulus Diaconus, der selv var langobard, mellem 787 og 796 nedskrev langobardernes historie, var han katolsk munk og en hengiven kristen. Han anså langobardernes hedenske legender for at være tåbelige og latterlige og forklarede, at han mente, at navnet "Langobard" i virkeligheden stammede fra længden af deres skæg, og at det langobariske ord "lang" betød "lang" (latin: longam) og "bard" "skæg" (lang=longam, bard=barbam) ie. "langskæg". En nyere teori foreslår, at "langobard" i stedet stammer fra "Langbarðr" – et af Odins navne. Hvorved langobardernes historie måske nok så meget er en legende om langobardernes mytiske oprindelse, som det er en analogi over en ny magtorden i stammens gudedyrkelse. En bevægelse væk fra de gamle vaner-guder centreret omkring naturen og frugtbarhedsgudinden Freja, til en dyrkelse af nye aser-guder centreret omkring Odin. En udvikling fra en religion med basis i en frugtbarhedskult til en religion, der hyldede krig og krigerne. Fröhlich vender rækkefølgen i myten, idet han mener, at langobarderne lod deres skæg vokse langt i Odins billede, og at deres navn afspejlede dette. Odin har tilnavnet den "langskæggede", "gråskæggede". Endelig er der en teori, der har sat navnet i forbindelse med en våbentype – en slags hellebard eller langskaftet økse, hvis betydning og oprindelse er usikker. Men -bard, i "hellebard", betyder også skæg.

### Arkæologiske og historiske indikationer
En indirekte bekræftelse af dele af langobardernes mytiske fortællinger kan måske findes i Jordanes værk om goternes historie: De origine actibusque getarum (Getica) fra omkring år 551. Heri beskriver han folket Vinoviloth, der ifølge Jordanes stadig levede i Skandinavien. Også Tacitus beskrivelse af langobarderne i De Origine et situ Germanorum (Germania; 98 e.Kr) passer til langobardernes legende om dem selv som et lille, men stridbart folk:
| „ | Derimod er det, der hjælper Langobarderne til den anseelse, de står i, deres ringe tal; de er på alle sider omringet af mangfoldige stærke folkefærd; dog er det ikke eftergivenhed, de kan takke for den sikkerhed, de lever under, men hærslag og uforsagthed ved at vove sig i farer. (oversættelse H. H. Lefolii; 1901-1902) – Plurimis ac valentissimis nationibus cincti non per obsequium, sed proeliis ac periclitando tuti sunt</small | “ |
|   | — Tacitus, De Origine et situ Germanorum |   |

Den første beskrivelse af langobarderne blev foretaget af den romerske historiker Marcus Velleius Paterculus (19 f.Kr. – 31 e.Kr.), som fulgte en romersk militærekspedition under Tiberius (senere kejser). Marcus beskriver langobarderne som endda mere blodtørstige end de andre germanere (Gens etiam Germana feritate ferocior), og priser sig så i øvrigt lykkelig for, at Tiberius havde besejrede dem.
Fra den græske historiker Strabon (20 e.Kr) og den romerske historiker Tacitus (117 e.Kr) ved vi, at langobarderne var bosat omkring Elbens udmunding (omkring nutidens Hamburg) i det første århundrede efter Kristi fødsel ved siden af chaukerne – en anden germansk stamme, hvilket svarer godt overens med de arkæologiske fund fra området. Strabon skriver, at langobarderne var bosat på begge sider af Elben. Den tyske arkæolog Willi Wegewitz har identificeret adskillige jernaldergrave omkring Elben i dette område som værende langobardiske. Begravelserne har brugt kremation og kan hovedsageligt dateres fra omkring det 6. århundrede f.Kr. til 3 e.Kr, hvilket ikke tyder på en migration dertil fra Skandinavien. Fundene viser også, at de var agerdyrkere. Lignende fund er gjort i andre områder langs langobardernes migrationsrute, men ikke i Skandinavien. Det har fået nogle historikere til at tvivle på Origo gentis Langobardorum og Paulus Diaconus senere fortællinger, eller blot inspireret af lignende traditioner blandt goterne.
Tacitus anså langobarderne for en sveberstamme og underlagt Marbod kongen af Markomannerne. Marobod havde en fredsaftale med romerne, hvorfor langobarderne ikke var del af den konføderation, der under Arminius besejrede romerne i Varusslaget (9 f.Kr.). Men i 17 f.Kr. udbrød der krig mellem Marobod og Arminius, og Tacitus skrev:

"Ikke bare cheruskerne og deres allierede... gik i krig, men semnonerne og langobarderne, begge sveberfolk, flokkedes til ham fra Marobod styre. Hærene... havde hver især deres egne grunde, cheruskerne og langobarderne kæmpede for deres ære eller deres nyligt vundne uafhængighed..
Fra omkring det 2. århundrede begyndte mange af de germanske stammer at forene sig i større stammeforbund: frankerne, alemannerne, bavarierne, sakserene. Omkring 70 år efter Tacitus Germania findes langobarderne blandt de stammer, som den romerske kejser Marcus Aurelius' legioner kæmpede mod i den første ekspedition (167-169). Krigen sluttede en lang periode med fred langs den germanske grænse, og udover langobarderne indblandedes også en mængde andre germanske folk, markomannere, quadere, vandalere, sarmatianere. Langobarderne gjorde sig bemærkede ved deres mod. Alligevel forsvinder langobarderne (166–489) fra romernes bevidsthed og historie. Dette kan skyldes, at de var bosat så dybt inde i Germanien, at de først blev bemærket, da de igen dukkede op langs Donaus bredder, eller at langobarderne var underlagt et større stammeforbund, højst sandsynligt sakserne. Det er også overvejende sandsynligt, at da den store gruppe af langobardere migrerede sydover, forblev en anselig del tilbage, som blev absorberet af saksiske stammer i området, og kun emigranterne beholdt den langobardiske selvfølelse. Codex Gothanus skriver at langobarderne omkring år 300 var underlagt sakserne, men at de under deres konge Agelmund gjorde oprør. Efter at markomannerne var blevet besejret af Marcus Aurelius, forblev de ved Elben indtil anden halvdel af det 4. århundrede, omend deres sydlige migration allerede så småt var indledt allerede i begyndelsen af det 3. århundrede.
Desuden er der teorier om, at longobarderne deltes inden migrationen sydpå og efterlod sig en del af stammen under navnet hadbarderne i Skåne, som senere omtales i Widsith og Beowulfkvadet.

## Migration

### Langs Elben
Langobardernes opholdssted, det første der kan attesteres med andet end deres egne myter, lå ved Elbens øvre løb, svarende til den nordlige del af den tyske delstat Sachsen-Anhalt. Langobardernes migration sydover, som allerede var begyndt i det 2. århundrede, skred meget langsomt frem, og først efter at anden halvdel af det 4. århundrede var gået, havde de for alvor forladt Elben.
Den følgende periode forbliver langobardernes historie stort set ukendt. Det menes, at de ikke, som så mange andre germanske folk, blev vasaller af hunnerne, og at de altid formåede at beholde deres uafhængighed. Også i anden halvdel af det 4. århundrede, blev de delvist kristnet af arianske munke. Deres ledere hed Agelmund, Lamissio, Lethu og Hildeoc. De førte dem langs Elben og ind i dagens Sachsen og Bøhmen.
Det var også i denne periode, de politisk gik fra at være et folk baseret på stammetraditioner til et system baseret på grupper af hertuger, der havde deres egen gruppe af krigere under en leder, der snart blev til en egentlig konge. Om end kongen, der som i de fleste andre urgermanske stammer blev valgt af krigerne, generelt havde en forholdsvis løs kontrol over hertugerne.

### Noricum
Fra 488 til 493 vendte langobarderne "tilbage i historien". Under først kong Godehoc og dernæst Claffo bosatte de sig i Noricum (nuværende Niederösterreich, Østrig), som lige var blevet forladt af rugierne. Nu kom de for første gang ind i territorier, der var influeret af romersk civilisation. Langobarderne kom til området, netop som stridighederne mellem Odoaker og Teoderik den Store havde efterladt området nord for Donau i et magtvakuum. Nu havde langobarderne vokset sig til en stor stamme som havde inddraget, opslugt eller underlagt sig forskellige grupper og måske hele stammer af andre germanere, som de var stødt på i løbet af deres migration.
I Noricum kom det snart til konflikter med de nye naboer, herulerne, som syntes at have pålagt dem skat. Herulerne kom måske fra det nuværende Danmark, men var tvunget ud af danerne. Langobarderne blev tvunget ud af det frugtbare Noricum til et sted, de kaldte for "feld" – sandsynligvis et område mellem floderne Tisza og Donau i det nuværende Ungarn. Til sidst blev det langobarderne for meget, og ved kong Tato (død 510) gjorde langobarderne oprør. Det blev til et blodigt slag i 508, hvor langobarderne sejrede. Herulernes konge Rodolf blev dræbt, og tilsyneladende blev hele herulerstammen så hårdt medtaget, at den mere eller mindre forsvandt fra historien, hvorimod langobardernes rigdom og anseelse voksede betragteligt som følge af sejren.
Rodolf, der nu var besejret, havde været i forbund med Teoderik den Store (de var vokset op sammen ifølge den germanske tradition af fosterage). Dette kan være en indikation på, at denne dramatiske ændring i magtforholdene blot var en episode i en større, overordnet konflikt udløst af frankerne og byzantinernes kamp mod ostrogoterne, og at langobarderne var del i en voksende alliance vendt mod goterne.
Omkring år 510 blev Tato dræbt af sin nevø Wacho, som udråbte sig selv som konge. Det lykkedes dog ikke Wacho at udrydde Tatos efterkommere, da Tatos søn Hildechis flygtede til gepiderne, hvor han forblev i landflygtighed til sin død. Gepiderne havde planer om at bruge Hildechis som et anti-langobardisk våben, men deres projekt slog fejl grundet Wachos ekstraordinære, aggressive fremfærd og hans militante udenrigspolitik. Den nye konge giftede sig tre gange. Hans første ægteskab var med prinsesse Radegundis, datter af thüringernes konge Bisinus. Hans andet ægteskab var med prinsesse Austrigusa, datter af gepidernes konge. Wachos tredje ægteskab var med herulerprinsessen Silinga, med hvem han fik sønnen Waltari. Ægteskaberne blev brugt til at cementere varierende politiske alliancer med thüringerne, gepiderne og hvad der var tilbage af herulerne.
Langobardernes alliance med Byzans og frankerne blev bygget på et vaklende ostrogotisk kongerige, specielt efter Teoderik den Stores død i 526. Kulminationen på de nye alliancer med frankerne var, da Wacho giftede sin datter Visegarda væk til frankernes konge Teodebert og kort efter Visegardas lillesøster Valderada til Teodeberts søn Teodebald. I 539 afslog Wacho et tilbud fra ostrogoternes konge Witiges om en alliance med ostrogoterne, eller rettere, så afslog han at give ostrogoterne beskyttelse mod deres underkastelse. Tilbuddet dokumenterede, hvorledes langobarderne var en hastigt stigende magt i de germanske – forhenværende romersk / byzantinske, områder.

### Pannonien
Langobarderne havde nu kontrol over Bøhmen og Pannonien, hvilket gjorde dem til en europæisk magt af betydning og Wacho til en af de mest magtfulde konger. Men da Wacho døde år 540, var hans søn Waltari endnu kun et barn. Og da han også døde, satte hans værge Audoin sig på tronen og ignorerede den traditionelle kongeslægt Letingernes rettigheder.
Den politiske situation var nu begyndt at vende sig imod langobarderne pga. frankernes voksede magt i forbindelse med, at ostrogoterne havde fået ny energi med deres nye konge Totila. Han havde besat Noricum og nået nye militære fremskridt i det nordlige Italien, hvilket også truede den byzantinsk kejser Justinians planer.
Audoin omstrukturerede fuldstændigt sin forgængers alliancer. Han allierede (foederatus) sig med byzantinerne (541), og den byzantinske kejser Justinian underskrev en traktat med langobardene, betalte dem store pengesummer og gav dem magt over Pannonien, hvorefter langobarderne bosatte sig der. Til gengæld vendte Audoin sig mod langobardernes gamle allierede, frankerne og gepiderne. Og for at cementere alliancen giftede Justinian
thüringe-princessen Rodelinde væk til Audoin. Rodelindes far dræbtes, og resten af thüringernes rige blev ødelagt af frankerne. Med hjælp fra byzantinske hjælpetropper lykkedes det i år 551 langobarderne at tilintetgøre deres sydlige naboer gepiderne.
I krigen mod gepiderne udmærkede den senere konge Alboin sig ved sit personlige mod. Men det var alligevel ikke i byzantinernes interesse at se en så ensidig, magtfuld langobardisk stamme i området. Så samtidigt med at Justinian gjorde brug af langobardiske troppekontingenter mod ostrogoterne i Italien og endda mod perserne – fulgte han en politik med at genrejse gepiderne, så de kunne virke som en modvægt til langobarderne. Audoin forsøgte til gengæld at forbedre forholdet til frankerne og sørgede for, at hans søn Alboin giftede sig med en frankisk prinsesse. Men da Audoin døde, og Alboin kom til magten, kom forholdet til gepiderne igen ud af kontrol. I 565 kom det til krig, hvori langobarderne blev besejret, ikke mindst fordi byzantinerne med kejser Justin II støttede gepiderne. Langobarderne søgte da andre allierede, som de fandt i avarerne, og med langobarderne fra vest og avarerne fra øst tilintetgjorde de i to slag gepiderne, der blev ladt i stikken af deres byzantinske allierede, i den grad, at de næsten forsvandt fra historien. Hele gepidernes territorium tilfaldt avarerne med undtagelse af Dalmatiens kyst, som tilfaldt Byzans.

## Invasionen af Italien
| „ | Denne Alboin førte de langobarder ind i Italien, der var blevet inviteret af Narses, den kejserlige sekretær. Og Alboin, langobardernes konge, marcherede ud af Pannonien i april [år 568] efter påske. De allerede gik i gang med at udplyndre Italien, men i den tredje indiktion? blev han herre over Italien. | “ |
|   | — Origo Gentis Langobardorum |   |

Men selv med sejren over gepiderne havde situationen for langobarderne ikke ændret sig stort. Med en blodig kampagne havde de kun formået at udskifte gepiderne med de ikke mindre farlige avarere. Tilmed var aftalen med avarerne, at de skulle have halvdelen af al krigsbyttet, langobarderne havde vundet. Alboin besluttede så at invadere Italien, der netop havde gennemlevet de blodige Goterkrige og derfor var mindre rede til forsvar og selv udpint af krigene stadig lokkede med rigt bytte. Alboin gav Pannonien til avarerne for at hindre en byzantinsk undsætning gennem Balkanhalvøen, dog med en aftale om, at hvis invasionen af Italien mislykkedes, kunne de vende tilbage inden 200 år og få deres land tilbage med det samme.
Under kong Alboin invaderede langobarderne i 568 Italien gennem Isonzo. Med dem fulgte en del andre germanske og andre stammer. Mest bemærkelsesværdigt 20.000 saksere, som hovedsageligt holdt sig et stykke vej fra langobardernes hovedstyrke, indtil det kom til uenighed om deres ret til ikke at lade sig absorbere. Det førte til, at de trak sig tilbage nord for Alperne i 573. Det var snarere en folkevandring end en invasion. Langobarderne marcherede med alt deres gods, husdyr og hele familie. Historikeren Jörg Jarnut har estimeret det samlede mængde mennesker, der migrerede, til at være mellem 100.000 og 150.000. Om end andre har sat antallet betydeligt højere, til ikke under 350.000.
Byzantinerne, der var kommet ud af de blodige goterkrigene som sejrherrer og nu igen regerede det meste af Italien, gjorde kun svag modstand. Årsagerne til, at langobarderne så forholdsvis let kunne undertvinge Italien, er stadig debatteret blandt historikere.
Nogle årsager:
- Befolkningsstørrelsen var på et historisk lavpunkt efter de udbredte ødelæggelser påført af Belisar og Narses' langvarige krige med goterne.
- Byzantinerne havde trukket deres bedste tropper hjem, efter at Narses havde besejret ostrogoternes sidste konge Teia og tilintetgjort deres kongerige i år 552.
- Langobardernes invasionsstyrke blev undervurderet af byzantinerne, som var involveret i krige mod avarerne og perserne
- Byzantinerne troede, der kun var tale om et plyndringstogt og ikke en varig besættelse.
- Langobarderne har været indbudt af nogle græske fraktioner. Ifølge Paulus Diaconus var invasionen sket på opfordring af den græske general Narses.

Den første større by langobarderne erobrede var Iulii Forum (Cividale del Friuli), som han gav til sin nevø Gisulf, som blev den første hertug af Friuli med den opgave at beskytte langobardiske hære mod angreb i ryggen fra øst og at sikre en flugtvej, hvis det skulle blive nødvendigt.
De større byer i det nordøstlige Italien fulgte hurtigt i løbet af sommer og efterår 568; Aquileia, Vicenza og de andre byer i Venetia samt Verona, hvor Alboin oprettede sit hovedkvarter og overvintrede. Efter vinterpausen fortsatte de ind i det nuværende Lombardiet; Milano blev indtaget i september, mens Pavia, der lå ved floden Ticino, gjorde stædig modstand og blev belejret. Alboin fortsatte mod syd, krydsede Appenninerne og underlagde sig store områder af vore dages Toscana, og i 570 oprettedes hertugdømmet Toscana med hovedstad i Lucca. Alboin havde nu underlagt sig hovedparten af Italien ned til Toscana med undtagelse af Rom, Ravenna og nogle få andre befæstede byer. Hvor de mødte større modstand, var hævnen mere barbarisk og hensynsløs end noget, Italien havde oplevet. Først i 572 overgav Pavia sig og blev så hovedstad i langobardernes kongerige. Han havde egentligt svoret, at han ville massakrere alle indbyggerne uanset køn og alder som straf for deres stædige modstand, men på vej ind gennem byporten faldt hans hest pludselig sammen under ham og ville ikke rejse sig, selv om følget stak til den med spyd. Da besluttede Alboin at redde byen fra den planlagte massakre, hvorefter hesten straks rejste sig. Så for en gangs skyld slap indbyggerne nådigt fra deres modstand.
De ostrogotere, der var blevet i Italien efter deres kongeriges ødelæggelse, havde valget mellem at være underlagt Øst-Romerne og langobarderne, der var germanere som dem selv.
Øst-Romerne, der ikke havde formået at opstille en organiseret modstand mod invasionen, beholdt dog stadig nogle kystområder og befæstede byer, som langobarderne ikke kunne indtage; Exarkatet (Romagna inkl. hovedstaden Ravenna), Pentapolis (inkl. kystområderne af Emilia-Romagna og Marche samt de fem byer Ancona, Peraso, Fano, Senigallia og Rimini), nogle dele af Lazio og nogle byer i det sydligste Italien (byer langs kysten af Campania, Salerno, Apulien og Calabrien).
I starten var langobardernes fremfærd i Italien hård og nådesløs, grundet som den var i militær invasion og plyndring og ikke mildnet af en længerevarende kontakt med den latinske kultur, men imod slutningen af det 6. århundrede blev langobardernes fremfærd noget mildere, og i særdeleshed i forbindelse med deres omvendelse fra hedenskab og ariansk kristendom til den romersk-katolske kirke

## Det langobardiske rige

### Grundlæggelsen af riget
Efter langobardernes invasion blev Italien delt mellem dem og byzantinerne, om end de eksakte grænser var flydende. De nye regioner var:
- Langobardia Major – det nordlige Italien og hertugdømmet Toscana – og
- Langobardia Minor – hertugdømmet Spoleto og Benevento i det centrale og sydlige Italien, mens
- de byzantinske regioner ("Romania") omkring Eksarkatet Ravenna.

Med grundlæggelsen af Hertugdømmet Friuli af Alboin i 569 i umiddelbart forlængelse af invasionen af Italien grundlages også andre langobardiske hertugdømmer og dermed det langobardiske kongedømmes strukturelle svaghed. Efter at Alboins i 572 havde tvunget Pavia til kapitulation og stod på toppen af sin magt, blev han ramt af en sammensværgelse mellem fru Rosamond i Verona og en mindre gruppe krigere, som fik ham snigmyrdet.

### 6. århundrede
Efter Alboins snigmord blev Cleph hyldet som konge. Den nye konge udvidede grænserne med erobringen af Tuscia og udryddelsen af det gamle latinske aristokrati og fik dets ejendomme og jord. Cleph blev myrdet i 574 måske på foranledning af byzantianerne , og i et årti kunne hertugerne ikke enes om en ny konge (Interregnum).
I 584 erkendte hertugerne et behov for et stærkt centraliseret monarki, der kunne stå sig mod frankerne og byzantinerne, som truede hele den langobardiske nations eksistens. Autari blev kronet som konge og lovet halvdelen af hertugernes ejendom. Han formåede i en kort, men hektisk regeringsperiode at slå både frankerne og byzantinerne tilbage samt at reorganisere langobarderne under et stabilt styre og fundere kongemagten som beskytter af alle italienere, både langobardere og romere. I 590 giftede han sig med den bayriske prinsesse Theodelinda, der var af den gamle langobardiske kongefamilie leting. Formålet med ægteskabet var en alliance med bayrerne mod de frankiske merovingerkonger, men hendes katolske tro skulle vise sig at få en mere varig indflydelse end den kortlivede alliance, hun bragte med sig.
Autari døde i 590, og Agilulf blev hans efterfølger. Han var fætter af sin forgænger og giftede sig med hans enke, dronning Theodelinda. Ifølge historieskriver Paulus Diaconus var det den unge dronning Theodelinda, der stod bag valget af Agilulf, og hendes indflydelse – især i katolsk religiøs henseende – forblev afgørende igennem Agilulfs regeringsperiode.
Agilulf sikrede sig langobardernes rige gennem traktater med Frankerne og Avarerne, mens en våbenhvile med byzantinerne systematisk blev overtrådt. Det resulterede i, at Agilulf kunne udvide riget mod nord med byerne Parma, Piacenza, Padova, Monselice, Este, Cremona og Mantua. Også mod syd formåede hertugerne af Spoleto og Benevento at udvide deres langobardiske hertugdømmer på bekostning af byzantinerne.

## Religion
Sandsynligvis tilbad langobardernes vanerguder, da de boede i deres oprindelige hjemland i Skandinavien og langs Østersøskysten. I takt med at de i løbet af migrationen mod syd kom i kontakt med andre germanske stammer, gik de over til at tilbede aserne: Fra kvindelige jord- og fertilitetsguder til tilbedelse af mandlige krigsguder. I forbindelse med migrationen i gamle romerske områder i Noricum og Pannonien, hvor kristendommen fandtes, begyndte langobardernes trosskifte. I starten mest som en tynd skal uden på hedenske traditioner, som overlevede længe. Wacho, midt 6. århundrede, allierede sig med byzantinske katolikker, i hvilken forbindelse flere langobardere gik over til katolicismen. Konverteringen vedrørte udelukkende kongen og enkelte medlemmer af aristokratiet, mens hovedparten af det langobardiske folk forblev tro mod de gamle, hedenske guder.
Men bare et par årtier senere valgte Alboin arianismen for at få støtte mod de selvsamme byzantinere fra arianiske goterne til sine planer om en invasion af Italien. Efter invasionen af Italien begyndte processen med at omvende langobarderne til katolicismen at intensiveres i sådan en grad, at kong Autari følte sig nødsaget til at forbyde langobarderne at få deres børn døbt i en katolsk ceremoni. Han var nok ikke så meget motiveret af spirituelle interesser, men mere indstillet på at undgå politisk splid mellem langobarderne og afværge faren ved en assimilation med romerne. Men allerede med hans efterfølger kong Agilulf blev modstanden mod katolicismen stærkt formindsket, og – stærkt influeret af sin aktive dronning, den katolske Theodelinda, som var i kontinuerlig korrespondance med pave Gregor den Store – begyndte Agilulf at favorisere katolicismen. Et stærkt signal blev sendt, da arvingen Adaloald fik en katolsk dåb i 603. Selv lod han sig aldrig omvende til katolicismen, da hans soldater i det store hele stadig var arianere eller hedninge.
Hvor langobarderne manglede den store interesse for de åndelige aspekter for de forskellige religioner og former for kristendom, så udartede forskellene snart i politiske uoverensstemmelser. Tilhængere af katolicismen anført af det bayerske dynasti var samtidig fortalere for en større integration med de indfødte romere og en strategi med opretholdelse af status quo i forholdet til byzantinerne. Mens hedningene, arianerne og tilhængerne af trekapitelskismaet med rødder i den nordøstlige del af riget (Østrig), ville beholde gamle, aggressive, langobardiske krigertraditioner. Således blev de prokatolske Agilulf, Theodolinda og Adaloald i 626 afløst af en lang fremgang for arianske fraktioner med aggressive, militaristiske konger som Rothari og Grimuald, som herskede til 690, hvor Alahis led nederlag til Cunipert. Men en generel tolerance mod katolikkerne blev aldrig anfægtet af de forskellige arianske konger, der også i reglen valgte deres dronninger blandt prinsesser fra det katolske, bayerske dynasti for at sikre en større dynastisk legitimitet for deres styre.
Med den tiltagende integration øgedes processen mod en en massekonvertering til katolicismen, hovedsageligt som følge af fredelig sameksistens med de talrigere romere. Men så sent som i det syvende århundrede rapporteres fra det langobardiske hertugdømme Benevento stadig om en stor diversitet iblandt aristokratiet, som nominelt var konverteret til katolicisme: dyreofringer, afgudsdyrkelsesritualer med slanger og ritualer som dem, der blev praktiseret i de hellige lunde i Tyskland, og som gav kimen til den senere legende om det hellige valnøddetræ fra Benevento..
Ved udgangen af Cuniperts regeringstid 700 var hele befolkningen officielt blevet katolsk, og kongerne søgte bevidst at understrege deres rolle som konger for både langobardere og romere, rex totius Italiae. Iblandt de langobardiske krigerklasser var specielt ærkeenglen Michael – "Guds kriger" genstand for intens, kultisk dyrkelse, og mange kirker indviedes til ham.

## Lovgivning
Langobardisk lov eksisterede i lang tid udelukkende som en mundtlig overlevering. Den begyndte for alvor at blomstre og tage fast form under Authari og blev systematiseret og nedskrevet ved Edictum Rothari i 643. Foruden at bekræfte at loven kun vedrørte langobarderne – romerne var fortsat underlagt romersk lov – indførte Edictum Rothari væsentlige nyskabelser: begrænsning af dødsstraf, erstatning af blodhævn med (mandebod – benævnt wergeld) og beskyttelse af slaver og kvinder. De langobardiske lovsamlinger blev senere udvidet og ændret, så de nærmede sig romerretten og kanonisk ret.

## Økonomi
Under den lange migrationsfase var langobardernes økonomi baseret på primitive former for dyrehold og landbrug uden væsentlig forskel på rang. Forskellige konflikter med nabostammer gav krigsbytte.
Krigens økonomiske betydning voksede betydeligt i de senere stadier af migrationen. Langobardiske gravfund fra Rugiland, Feld og i særdeleshed Pannonien vidner om rige gravgaver, hovedsageligt i form af våben og guldgenstande. I Pannonien var de kommet i kontakt med romersk kultur, og flere langobardiske mænd tjente som byzantinske lejesoldater.
I Italien nedsatte langobarderne sig som en dominerende kaste uden at ændrede stort ved de eksisterende samfundsformer. De romerske gårde producerede fortsat og betalte nu en tredjedel (tertia) af afgrøderne til langobarderne indsamlet og administreret samlet af de forskellige langobardiske forbund (Sala). Det økonomiske system i senantikkens Italien var organiseret ud fra store godser, hvor bønderne var tilknyttet på slaveligende betingelser. Systemet blev ikke ændret af langobarderne, der blot satte sig selv på toppen.
I århundrederne efter langobardernes invasion i Italien ændres den socioøkonomiske struktur gradvis. Befolkningstilvæksten førte til, at et stigende antal langobardere endte i fattigdom. Det ses af det stigende antal love, der blev indført for at afhjælpe deres problemer. Derimod begyndte et stigende antal romere at stige op ad den sociale rangstige i takt med en opblomstring af handel, håndværk og liberale erhverv eller i forbindelse med, at de erhvervede sig jord, som de tyske indvandrere ikke havde været i stand til at forrente. Liutprandos administrative reformer og afvikling af de militære forpligtelser medførte et yderligere pres på langobarderne, der tjente deres brød som krigere og gjorde flere fattigere..
Det 8. århundrede var fremgangsrigt for det langobardiske rige også økonomisk. Det gamle krigerklasser blev opsplittet i jordejere, håndværkere, landmænd, købmænd, jurister og munke. Specielt Benediktinerordenen udvides stærkt, og der opstod en monetær økonomi med bankvæsen til følge. Efter en periode, hvor det langobardiske møntsystem efterlignede det byzantinske, udviklede langobarderne deres egen møntfod i guld og sølv. Benevento, det mest uafhængige af de langobardiske hertugdømmer, havde sin egen valuta.

## Sprog
Langobarderne talte et nu uddødt germansk sprog, langobardisk, som sandsynligvis hørte til den østgermanske eller nordgermanske (nordisk) sproggruppe, og meget lig gotisk. Der er ingen, eller kun meget få og sporadisk overleverede tekster på langobardisk. Enkelte ord skrevet i latinske manuskripter som Edictum Rothari og Historia gentis Langobardorum af Paulus Diaconus og nogle få kortfattede ældre runeindskrifter.
Brugen af det tyske langobardisk forfaldt hurtigt, efter at langobarderne bosatte sig i Italien (568), hvor de kun udgjorde en lille del af landets befolkning, der talte en form for latin. Men det kan have været brugt så sent som i det 10. århundrede. Det blev aldrig systematisk nedskrevet; selv i de tidligste dokumenter blev der brugt latin. Men der var ikke blot tale om, at langobardisk blev kasseret, men mere om en gradvis sammensmeltning. Tysk har kraftigt påvirket udviklingen fra latin over vulgærlatin til de forskellige nutidige italienske dialekter. Det tidligst bevarede eksempel på denne sammensmeltning af tysk og latin til vulgærlatin er i Gåden fra Verona fra det 8. århundrede.